# Michiko Yokote
Michiko Yokote (横手 美智子) é uma roteirista japonesa.

## Trabalhos

### Tokusatsu
- Tokusou Sentai Dekaranger
- Mahou Sentai Magiranger
- Jūken Sentai Gekiranger
- Tensou Sentai Goseiger

### Anime
Histórias
- Mermaid Melody Pichi Pichi Pitch
- Mermaid Melody Pichi Pichi Pitch Pure

Movie Screenplay
- Ah! My Goddess The Movie
- Saint Seiya Heaven Chapter Overture

Head Script Writer (Series Composition)
- Air Master
- Genshiken
- Gravitation
- Haré+Guu
- Princess Tutu
- Saint Seiya: The Hades Chapter
- Strange Dawn
- xxxHolic
- You're Under Arrest (Second Season)
- Kobato.

Roteiros
- .hack//SIGN
- Bleach
- Comic Party
- Cowboy Bebop
- Hikaru no Go
- Iriya no Sora, UFO no Natsu
- Kamikaze Kaitou Jeanne
- Magic User's Club (TV)
- Magical Project S
- Naruto
- Patlabor
- Ranma 1/2
- Urusei Yatsura OVA 2008 Obstacle Course Swim Meet
- Kobato.

### Novelas
- Patlabor (2) Syntax Error
- Patlabor (3) Third Mission
- Patlabor (4) Black Jack Vol. 1
- Patlabor (5) Black Jack Vol. 2